# Свети Йосиф (Бистренци)
„Свети Йосиф“ (на македонска литературна норма: „Свети Јосиф“) е църква в тиквешкото село Бистренци, Северна Македония, част от Скопската епископия на Римокатолическата църква.
Църквата е разположена в западния край на селото, на източния бряг на река Вардар. Изградена е в 1935 година от заселените след Първата световна война в селото словенци. В 2011 година е обновена.